# Massif d'Urbasa-Entzia
Le massif d'Urbasa (en Navarre), ou massif d'Entzia ou Iturrieta-Entzia (dans la communauté autonome du Pays basque), est un plateau d'environ 1 000 m de hauteur situé à la frontière entre le Nord-Est de la province d'Alava et la Navarre, près du Guipuscoa. Il comporte un grand plan qui descend abruptement dans la vallée d'Arakil, au nord, et de Améscoa Baja, au sud.

## Géographie

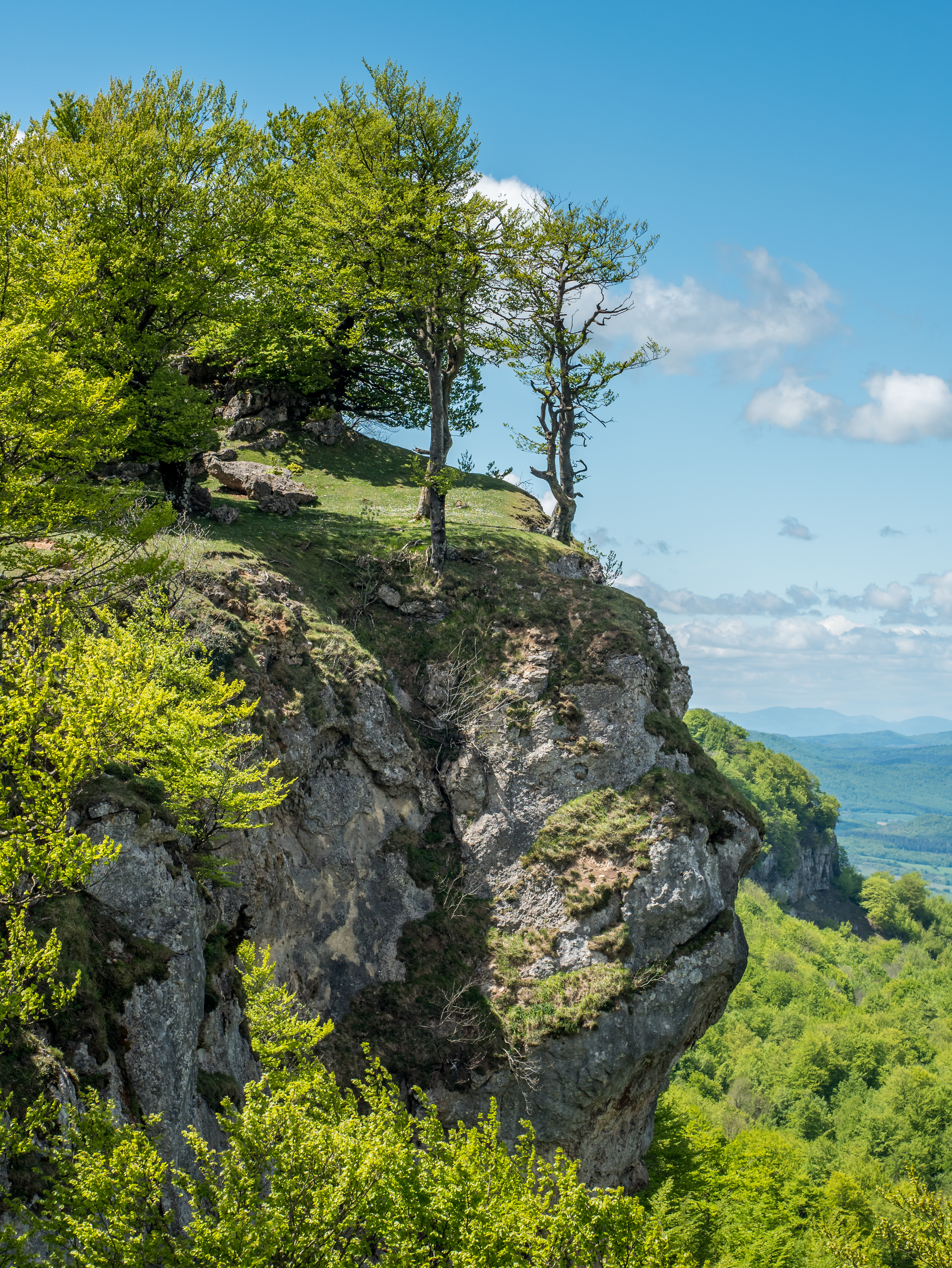
Paysage de rochers et de hêtres communs près du sommet du Txumarregi.

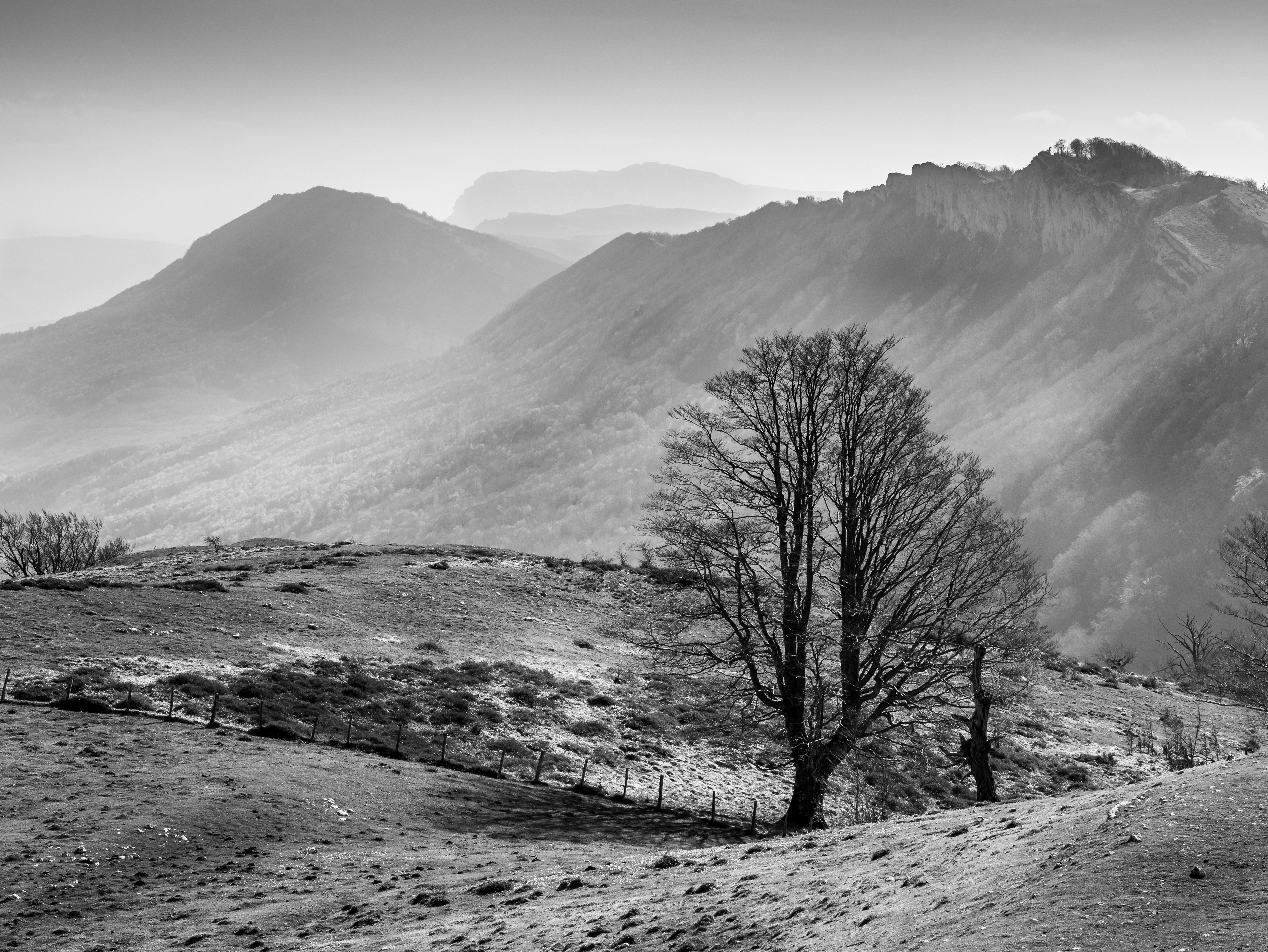
Paysage dans les monts du Entzia. Au premier plan, un hêtre commun.

C'est un massif karstique composé de corridors et vallées sèches, dolines, poljés, cavités, canyons, résurgences… La rivière Zadorra prend sa source dans le massif, au col d'Opakua à la source de Los Corrales, près du village de San Millán-Donemiliaga, à l'est de Salvatierra-Agurain.
La partie en Navarre a une superficie de 11 400 hectares et la partie basque couvre une superficie de 4 991 hectares.
Le massif est traversé du nord au sud par la route NA-718, laquelle part d'Olazti et traverse le col d'Urbasa, arrive à la localité de Zudaire (conseil de la municipalité de Améscoa Baja).
Avec le massif d'Andia, la montagne Limitaciones et la réserve naturelle d'Urederra composent le parc naturel d'Urbasa et Andia.
La plus grande partie de son territoire est limitrophe de la Tierra Estella et une grande partie de ce dernier appartient à la comarque touristique d'Urbasa Lókiz Estella, la ville médiévale d'Estella-Lizarra étant la capitale de cette dernière.

## Sommets
- Dulantz, 1 243 m 42° 47′ 56″ nord, 2° 02′ 52″ ouest (Navarre)
- Alto de la Nevera, 1 214 m 42° 48′ 13″ nord, 2° 02′ 32″ ouest (Navarre)
- Ballo ou Baio, 1 197 m 42° 50′ 33″ nord, 2° 18′ 24″ ouest (Alava)
- Maiza, 1 182 m 42° 52′ 28″ nord, 2° 05′ 07″ ouest (Navarre)
- Mirutegi, 1 167 m 42° 50′ 45″ nord, 2° 18′ 29″ ouest (Alava)
- Ekaitza, 1 166 m 42° 46′ 58″ nord, 2° 04′ 12″ ouest (Navarre)
- Surbe, 1 157 m 42° 50′ 57″ nord, 2° 17′ 52″ ouest (Alava)
- Bargagain, 1 153 m 42° 52′ 14″ nord, 2° 09′ 44″ ouest (Navarre)
- Iruaitzeta, 1 144 m 42° 52′ 36″ nord, 2° 05′ 44″ ouest (Navarre)
- Garimendi, 1 141 m 42° 46′ 37″ nord, 2° 04′ 27″ ouest (Navarre)
- Zanabe, 1 136 m 42° 47′ 57″ nord, 2° 02′ 01″ ouest (Navarre)
- Ollide, 1 134 m 42° 51′ 53″ nord, 2° 02′ 27″ ouest (Navarre)
- Ixuripunta, 1 133 m 42° 52′ 19″ nord, 2° 09′ 22″ ouest (Navarre)
- Murube, 1 129 m 42° 47′ 05″ nord, 2° 16′ 58″ ouest (Alava)
- Legunbeko Haitza, 1 128 m 42° 51′ 03″ nord, 2° 14′ 09″ ouest (entre l'Alava et la Navarre)
- Bigate, 1 125 m 42° 50′ 57″ nord, 2° 14′ 42″ ouest (Alava)
- Lazkueta, 1 123 m 42° 49′ 37″ nord, 2° 17′ 31″ ouest (Alava)
- Kerezmendi, 1 118 m 42° 46′ 08″ nord, 2° 04′ 32″ ouest (Navarre)
- Bardoitza, 1 115 m 42° 47′ 56″ nord, 2° 05′ 31″ ouest (Navarre)
- San Adrian, 1 114 m 42° 52′ 07″ nord, 2° 03′ 04″ ouest (Navarre)
- Balankaleku, 1 106 m 42° 52′ 23″ nord, 2° 08′ 27″ ouest (Navarre)
- Atauko Haitza, 1 103 m 42° 50′ 54″ nord, 2° 18′ 16″ ouest (Alava)
- Txumarregi, 1 098 m 42° 49′ 47″ nord, 2° 18′ 26″ ouest (Alava)
- Iruelorrieta, 1 093 m 42° 52′ 18″ nord, 2° 04′ 20″ ouest (Navarre)
- Akarrate, 1 089 m 42° 50′ 51″ nord, 2° 16′ 58″ ouest (Alava)
- Azantza, 1 085 m 42° 44′ 33″ nord, 2° 03′ 52″ ouest (Navarre)
- Kontrastarregaina, 1 072 m 42° 47′ 27″ nord, 2° 17′ 34″ ouest (Alava)
- Kortaundi, 1 069 m 42° 50′ 37″ nord, 2° 16′ 22″ ouest (Alava)
- Aizluze, 1 068 m 42° 47′ 21″ nord, 2° 16′ 37″ ouest (entre l'Alava et la Navarre)
- Peña Roja, 1 067 m 42° 49′ 39″ nord, 2° 19′ 17″ ouest (Alava)
- Arrepuia, 1 066 m 42° 46′ 46″ nord, 2° 05′ 46″ ouest (Navarre)
- Gainsoil, 1 064 m 42° 51′ 27″ nord, 2° 12′ 17″ ouest (Navarre)
- Santa Marina, 1 064 m 42° 52′ 18″ nord, 2° 07′ 01″ ouest (Navarre)
- Larraitza, 1 055 m 42° 45′ 13″ nord, 2° 04′ 27″ ouest (Navarre)
- Belleku, 1 055 m 42° 50′ 40″ nord, 2° 15′ 59″ ouest (Alava)
- Kurruzkarraz, 1 054 m 42° 46′ 46″ nord, 2° 02′ 22″ ouest (Navarre)
- Punta del Puerto de Munain, 1 045 m 42° 49′ 28″ nord, 2° 19′ 34″ ouest (Alava)
- Azpala, 1 036 m 42° 45′ 43″ nord, 2° 02′ 30″ ouest (Navarre)
- Etxaurte, 1 025 m 42° 47′ 06″ nord, 2° 14′ 50″ ouest (Navarre)
- Larregoiko, 1 023 m 42° 46′ 34″ nord, 2° 09′ 07″ ouest (Navarre)
- Aitzandieta, 1 015 m 42° 46′ 48″ nord, 2° 14′ 11″ ouest (Navarre)
- Agileta, 994 m 42° 50′ 49″ nord, 2° 09′ 51″ ouest (Navarre)
- Alto de la Planilla, 967 m 42° 46′ 13″ nord, 2° 01′ 06″ ouest (Navarre)
- Bretxagaina, 965 m 42° 50′ 38″ nord, 2° 06′ 29″ ouest (Navarre)
- Tximista, 945 m 42° 51′ 12″ nord, 2° 07′ 36″ ouest (Navarre)
- Lazkua, 781 m 42° 42′ 40″ nord, 2° 03′ 43″ ouest (Navarre)
- Altikogaña, 733 m 42° 42′ 29″ nord, 2° 03′ 37″ ouest (Navarre)